# Sunčeva termoelektrana Solnova
Sunčeva termoelektrana Solnova nalazi se u španjolskoj pokrajni Andaluziji u mjestu Sanlúcar la Mayor. Postrojenje je dio Solucar kompleksa. Sastoji se od 3 jedinice, Solnova 1,3 i 4, svaka snage 50 MW. U planu je i izgradnja još dvije jednice Solnova 2 i 5, čime bi se kapacitet povećao za još 50MW po jedinici. Ovo je ujedno i najveća elektrana tog tipa u svijetu, a nalazi se u vlasništvu Abengoa Solar, španjolske energetske kompanije specijalzirane upravo za solarnu energiju.

## O projektu
Gradnja elektrane započela je u 2007., a 2010. tri jedinice postrojenja počele su s radom. Svaka jedinica ovog postrojenja porteže se na 115 ha, a na tom području za svaku jedincu instalirano je oko 300 000 m² solarnih panela. Svaka jedinica trebala bi osiguravati električnu energiju za 25 700 kućanstava te na taj način smanjiti 31 400 tona CO2 emisija godišnje. S obzirom na to da se kompleks sastoji još i od dvije jedinice koje koriste tehnologiju solarnog tornja (PS10 i PS20) te manjih jedinica Sevilla PV i Casaquemada PV ukupni kapacitet bi trebao biti 300 MW, čime bi se osiguravalo električne energije za 153 000 kućanstava te na taj način smanjiti i do 185 000 tona CO2 emsija na godišnjoj razini. Prostirat će se na 1000 ha, a ukupna investcija iznosit će 1,2 miljarde €. Osim što je Abengoa Solar vlasnik postrojenja, on je ujedno i konstruktor i operator samog postrojenja. Planirani rad postrojenja je 25 godina.

## Tehničke značajke
Tehnologija koja se koristi je ASTRØ parabolični sistem razvijen upravo od same kompanije Abengoa Solar. Dugački redovi zrcalnih paraboličnih panela, imaju mogućnost rotacije u smjeru sunca. Zrcalni paneli koncentriraju sunčevo zračenje na cijevi ispunjene fluidom (sintetičko ulje). Fluid se apsorbcijom sunčeva zračenja zagrijava na 400°C. Tako zagrijani fluid se transferira do postrojenja gdje zagrijava vodenu paru u turbinskom generatoru i na taj način se proizvodi električna energija. Cijevi su izolirane kamenom vunom te obložene aluminjskom folijom kako bi se maksimalno smanjili gubici.